# 마쓰다이라 노부유키 (1631년)
마쓰다이라 노부유키(일본어: 松平信之, 1631년 ~ 1686년 9월 9일)는 에도 시대 전기의 다이묘이다. 에도 막부에선 노중을 역임하였다. 하리마 아카시번 제2대 번주, 야마토 고리야마 번주, 시모사 고가 번 초대 번주를 지냈다. 후지이 마쓰다이라 가(藤井松平家嫡流) 제5대 당주.
| 전임 마쓰다이라 다다쿠니 | 제5대 후지이 마쓰다이라 가 당주 1659년 ~ 1686년 | 후임 마쓰다이라 다다유키 |

| 전임 마쓰다이라 다다쿠니 | 제2대 아카시번 번주 (후지이 마쓰다이라 가) 1659년 ~ 1679년 | 후임 혼다 마사토시 |

| 전임 혼다 다다쿠니 | 고리야마 번 번주 (후지이 마쓰다이라 가) 1679년 ~ 1685년 | 후임 혼다 다다히라 |

| 전임 홋타 마사나카 | 제1대 고가 번 번주 (후지이 마쓰다이라 가) 1685년 ~ 1686년 | 후임 마쓰다이라 다다유키 |